# Бауле
Бауле́ (Baule, Baoulé) — народ групи ква у Західній Африці. Щодо походження назви народу існує Легенда Бауле.
Є одним з найбільших етносів Кот-д'Івуару. Чисельність становить 2,5 млн осіб.
Мова бауле належить до групи мов ква нігеро-кордофанської мовної сім'ї.
Люди бауле додержуються традиційних вірувань (анімізм), частина — католики.
З етнічної історії бауле відомо, що бл. 1600 року вони мігрували з території Золотого Берега (тепер Гана) на сучасні землі проживання.
Традиційне заняття — тропічне підсічно-вогневе мотикове землеробство.